# ヴィッラノーヴァ・ビエッレーゼ
ヴィッラノーヴァ・ビエッレーゼ（伊: Villanova Biellese）は、イタリア共和国ピエモンテ州ビエッラ県にある、人口約200人の基礎自治体（コムーネ）。

## 地理

### 位置・広がり
| 隣接するコムーネは以下の通り。括弧内のVCはヴェルチェッリ県所属を示す。 - ブロンツォ (VC) - カリージオ (VC) - マッサッツァ - モッタルチャータ - サルッソーラ |